# Castelul Mayerling

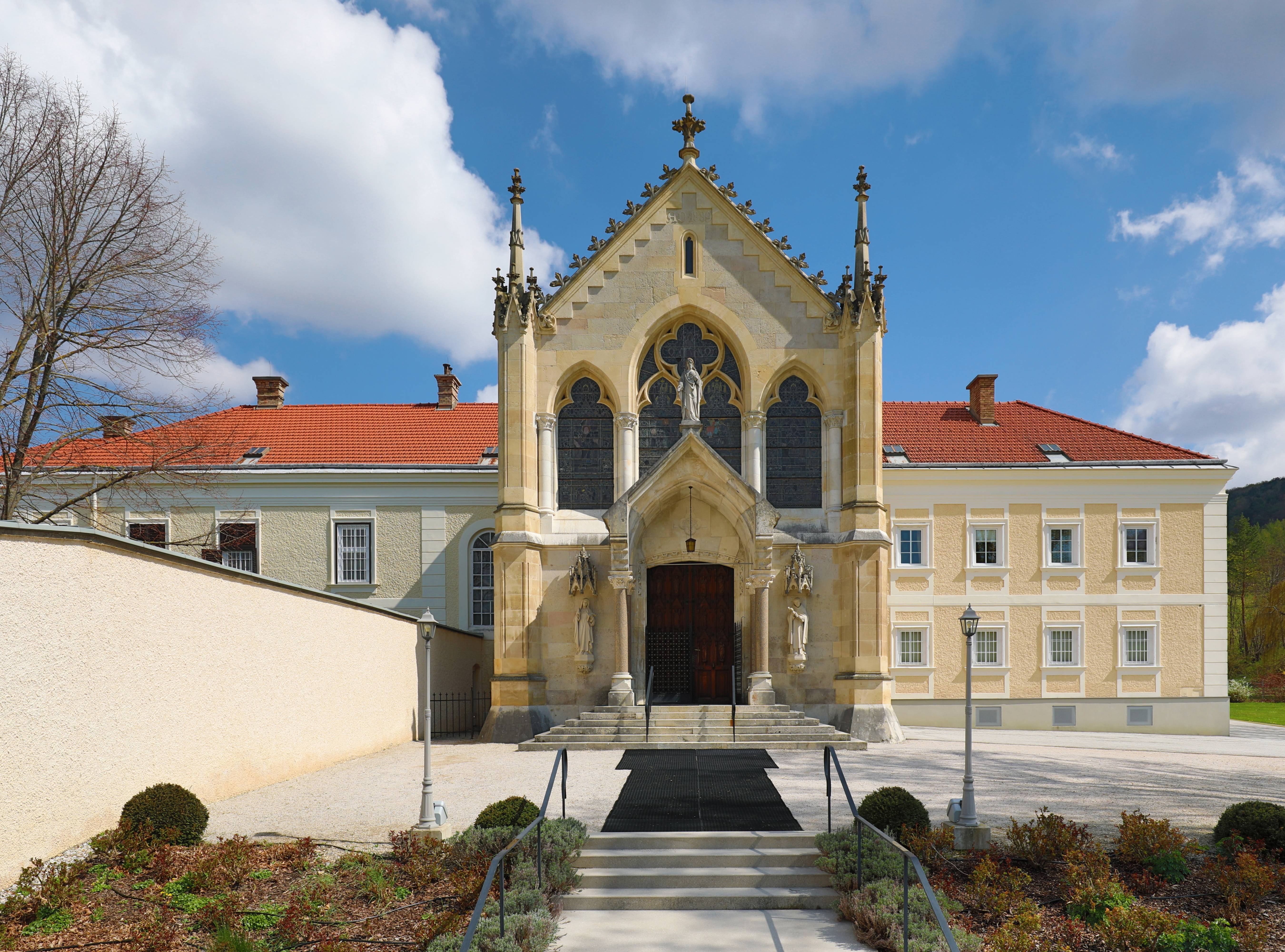
Portalul bisericii

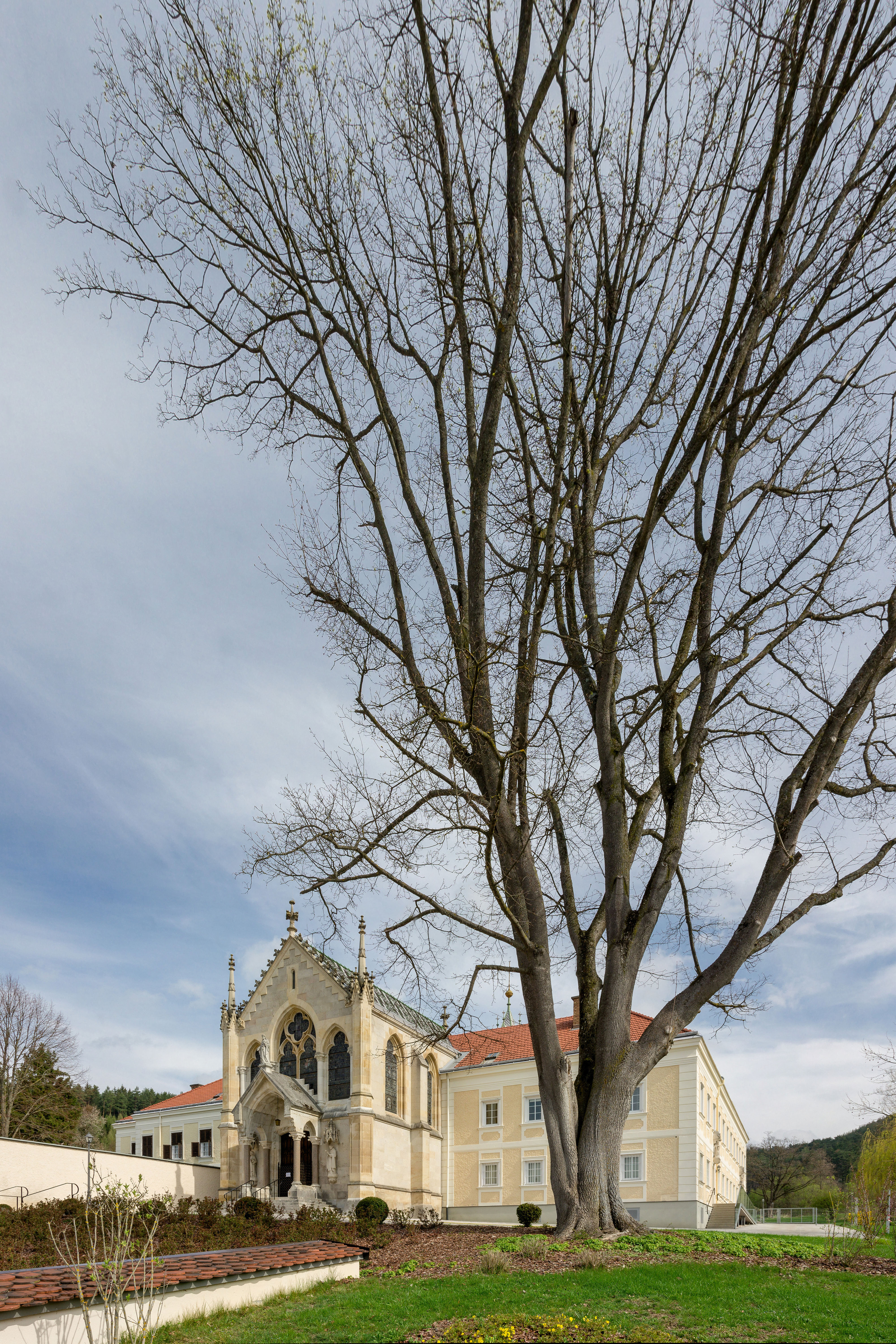
Biserica Sf. Iosif aparținând Ordinului Carmelitelor, în Mayerling

Castelul Mayerling a fost până în 1889 un castel de vânătoare în Mayerling, nu departe de localitatea Alland, în Austria Inferioară, la sud-vest de Viena. Astăzi găzduiește biserica Sf. Iosif a călugărițelor carmelite.

## Castelul de vânătoare al prințului moștenitor Rudolf
Această proprietate aflată în posesia mănăstirii Heiligenkreuz încă din 1550, a fost achiziționată de Reinhard August conte de Leiningen-Westerburg-Altleiningen care a vândut-o în 1886 lui Rudolf, prințul moștenitor al Imperiului Austro-Ungar. Acesta a transformat-o în castel de vânătoare. În dimineața zilei de 30 ianuarie 1889 Rudolf a murit aici împreună cu iubita sa, Mary Vetsera. Circumstanțele decesului lor nu au fost oficial clarificate întrucât reprezentanții curții imperiale au distrus documente și dovezi importante, obligând la tăcere martorii. Potrivit stadiului actual al cercetărilor Rudolf, care suferea de depresie, și-a împușcat întâi iubita, Mary Vetsera în vârstă de aproape 18 ani, și apoi s-a sinucis împușcându-se în cap. 
Contrar ultimei sale dorințe, Rudolf nu a fost înmormântat împreună cu Mary Vetsera în cimitirul din Alland, ci în Cripta Capucinilor din Viena, unde se află acum lângă părinții săi, Franz Josef I și împărăteasa Elisabeta. Mary Vetsera a fost înmormântată în cimitirul mânăstirii de la Heiligenkreuz. 

## Biserica Sf. Iosif

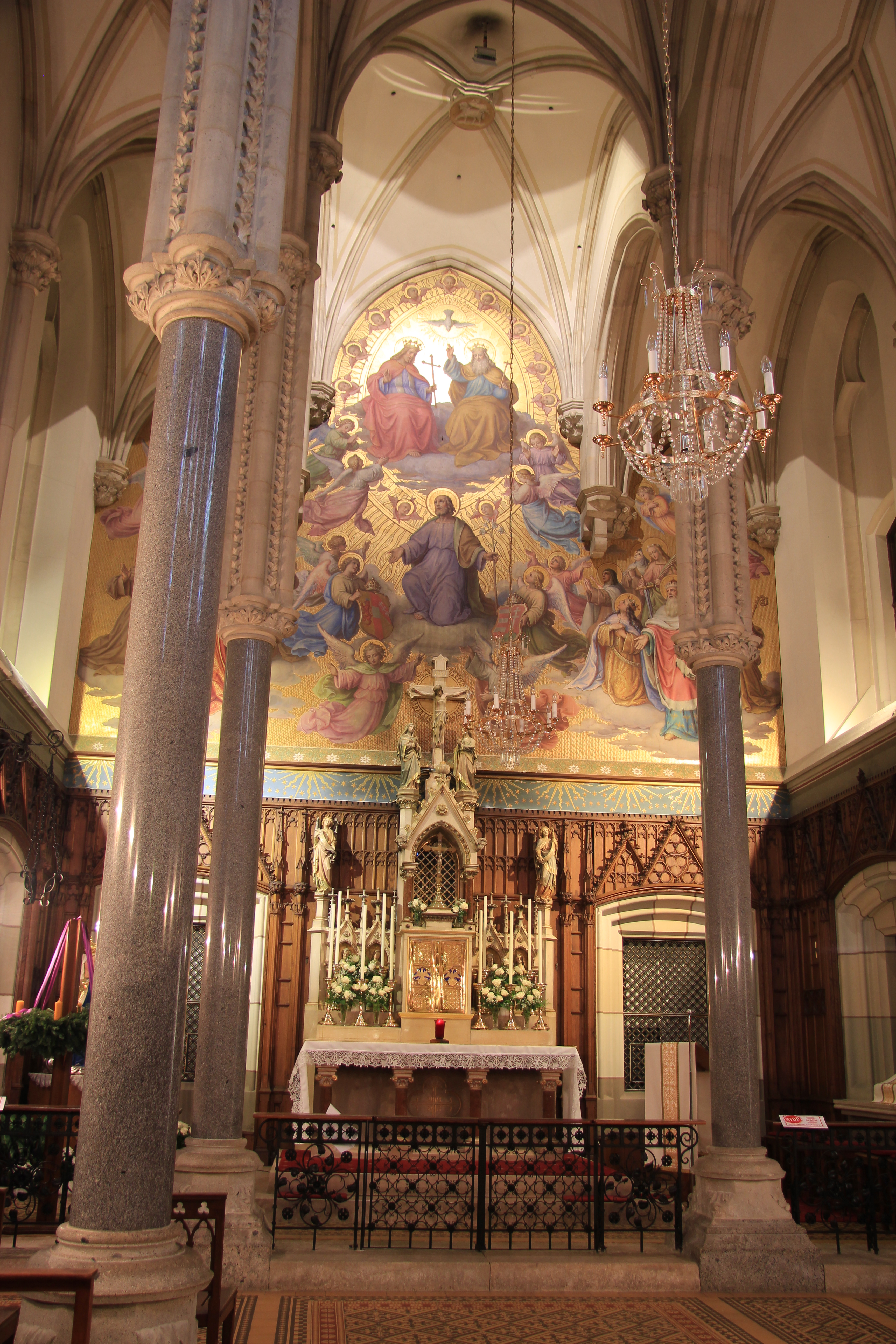
Interiorul bisericii Sf. Iosif, în stil neogotic

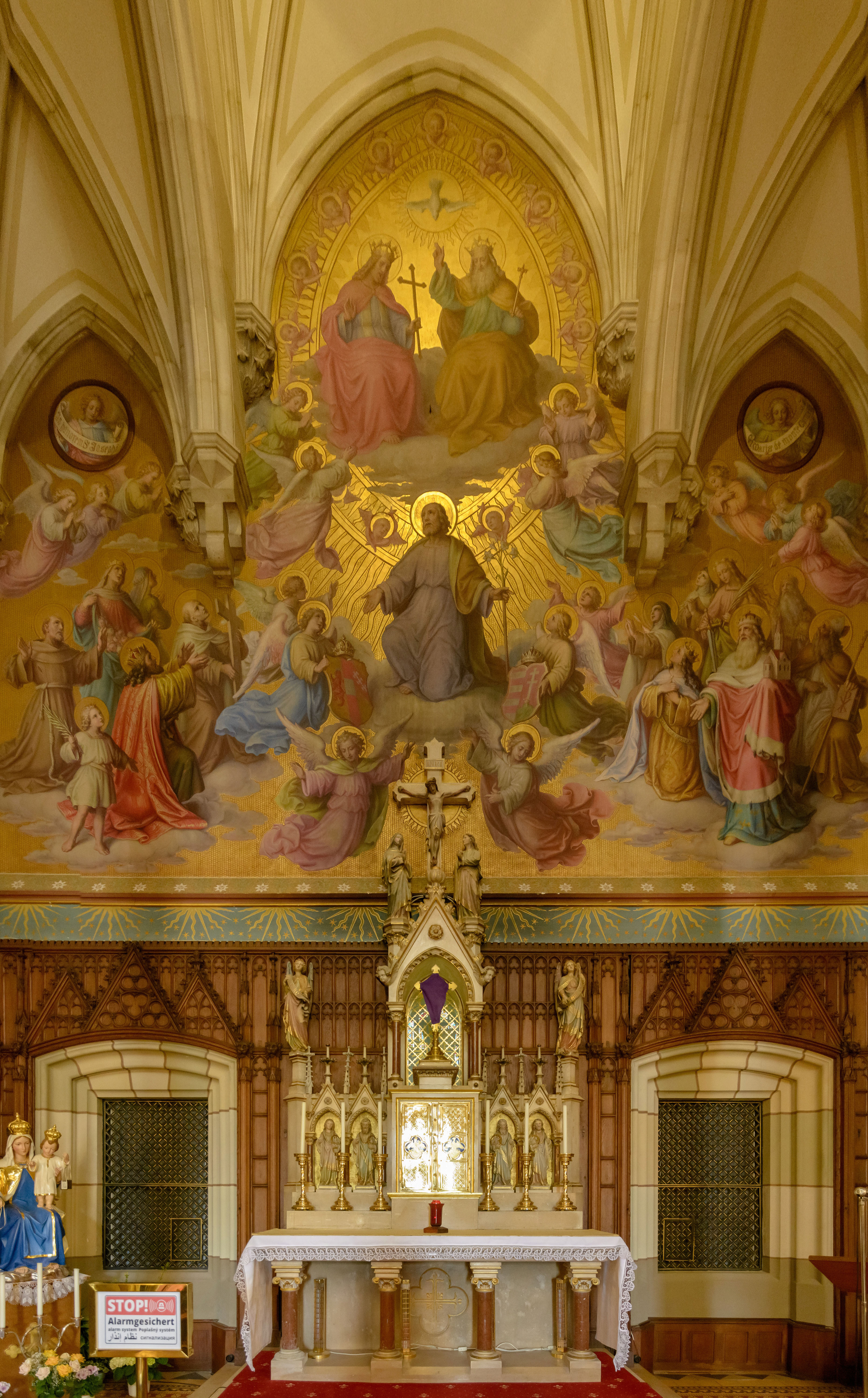
Altarul principal al bisericii Sf. Iosif

Din ordinul împăratului Franz Josef, castelul de vânătoare a fost transformat în mănăstire pentru maicile carmelite de arhitecții Heinrich Schemfil și Josef Schmalzhofer în 1889. Împăratul a înființat o fundație cu un capital inițial de 140 000 de guldeni, crescut ulterior la 180 000 de guldeni, pentru cheltuielile de întreținere a maicilor carmelite, care trebuiau să se roage în special pentru mântuirea sufletului lui Rudolf. Renovarea a fost astfel făcută încât altarul principal al bisericii neogotice construite să se afle pe locul patului de moarte al prințului moștenitor. Fresca aflată deasupra altarului (pictată de Josef Kastner din Viena) îl înfățișează pe Sf. Iosif arătând Sfânta Treime, înconjurat de sfinții patroni ai familiei (sf. Rudolf, sf. Francisc din Assisi, sf. Elisabeta, sf. Sofia, sf. Gisela, sf. Valeria), doi îngeri purtând coroanele heraldice ale Austriei și Ungariei și sfinții patroni ai Imperiului Austro-Ungar (sf. Leopold, sf. Severin). În partea stângă a bisericii, pe locul camerei servitorului personal al lui Rudolf, a fost construită capela Sf. Iosif. Sacristia se află în partea dreapta a bisericii. Strana călugărițelor, cu altar propriu, a fost construită în spatele altarului principal. Poarta de est a castelului a fost dărâmată împreună cu o parte din aripa locuită în trecut de servitori. De asemenea, a fost demolată vechea biserică Sf. Laurențiu. Poarta de sud pe care a intrat Mary Vetsera a fost păstrată. În aripa numită Elisabeta  au fost amenajate camere pentru familia regală care vizita mânăstirea în fiecare an pe 30 ianuarie. Una dintre clădiri a fost amenajată spre a fi folosită ca azil pentru silvicultorii și vânătorii bătrâni, neputincioși. În urma reconstrucției au rezultat două curți interioare, așa cum prevede regulamentul Ordinului Carmelitelor.
Pe 1 noiembrie, Sărbătoarea tuturor sfinților, biserica a fost sfințită, purtând hramul Sfântului Iosif și al Maicii Domnului de pe muntele Carmel. În ziua următoare, Ziua tuturor răposaților, a fost ținut primul recviem pentru prințul moștenitor. Mănăstirea a fost trecută în proprietatea Ordinului Carmelitelor pe 15 decembrie 1889. În 1891 a fost dărâmată clădirea denumită Villa sau Castelașul Coburg pentru că acolo locuise ca oaspete prințul Philipp de Saxa-Coburg.
Pe 15 septembrie 1940 o comisie național-socialistă a obligat călugărițele carmelite din Mayerling să părăsească mănăstirea în termen de 24 de ore. Terenurile mănăstirii și clădirile au fost folosite inițial de național-socialiști, iar mai târziu de Crucea Roșie ca adăpost pentru populația germană strămutată din Ucraina. Clădirile din Mayerling au fost grav avariate de artilerie în timpul luptelor din aprilie 1945, vitraliile au fost sparte astfel că mulți ani ploile au deteriorat biserica. Călugărițele aflate în mănăstirile de la Baumgarten și Graz s-au reîntors la Mayerling, iar mănăstirea a fost reconstruită. Poarta de nord a fost atunci eliminată și în prelungirea fostei aripi a clădirii castelului unde locuiau până în 1889 servitorii, a fost construită o mică pensiune turistică pentru completarea veniturilor necesare maicilor. Zece carmelite locuiesc în prezent în mănăstire.
De-a lungul timpului părți importante ale clădirilor au fost afectate de umezeală și trebuiau reparate, respectând procedurile legale de conservare. Deoarece costurile nu puteau fi acoperite din resurse proprii, Convenția Carmelului Sf. Iosif a început cu sprijinul cistercienilor de la mănăstirea Heiligenkreuz proiectul „Rescue the Karmel Mayerling” („Salvarea Carmelului Mayerling”). Lucrările au început în aprilie 2014 și au fost finalizate în 2017. A fost redeschis micul obiectiv istoric pentru vizitatori care include pavilionul pentru ceai și câteva camere laterale ale castelului cu obiecte din secolul al 19-lea, unele care au aparținut prințului Rudolf, o parte a covorului care se afla în dormitorul comun formând astăzi expoziția din muzeul vechiului castel de vânătoare Mayerling. Pavilionul pentru ceai a fost restaurat respectând originalul construcției inițiale.